# Evening Shade (Arkansas)
Evening Shade és una població dels Estats Units a l'estat d'Arkansas. Segons el cens del 2000 tenia 465 habitants.

## Demografia
Segons el cens del 2000, Evening Shade tenia 465 habitants, 204 habitatges, i 137 famílies. La densitat de població era de 113,6 habitants/km².
Dels 204 habitatges en un 28,9% hi vivien nens de menys de 18 anys, en un 53,9% hi vivien parelles casades, en un 10,3% dones solteres, i en un 32,8% no eren unitats familiars. En el 31,9% dels habitatges hi vivien persones soles el 17,2% de les quals corresponia a persones de 65 anys o més que vivien soles. El nombre mitjà de persones vivint en cada habitatge era de 2,28 i el nombre mitjà de persones que vivien en cada família era de 2,88.
Per edats la població es repartia de la següent manera: un 25,2% tenia menys de 18 anys, un 6,7% entre 18 i 24, un 25,2% entre 25 i 44, un 24,9% de 45 a 60 i un 18,1% 65 anys o més.
L'edat mediana era de 40 anys. Per cada 100 dones de 18 o més anys hi havia 84,1 homes.
La renda mediana per habitatge era de 24.500 $ i la renda mediana per família de 31.111 $. Els homes tenien una renda mediana de 23.958 $ mentre que les dones 15.833 $. La renda per capita de la població era de 13.662 $. Entorn del 8,1% de les famílies i el 10,9% de la població estaven per davall del llindar de pobresa.

## Poblacions més properes
El següent diagrama mostra les poblacions més properes.